# Kristadelfijanci
Kristadelfijanci (braća i sestre u Kristu) kršćani koji ne vjeruju u sveto Trojstvo. Denominacija je osnovana u SAD-u (1848), a zatim u Velikoj Britaniji (1849) od strane liječnika Johna Thomasa. Sada ima članove i crkve koje se nazivaju eklezije, širom svijeta.  Po neslužbenim procjenama Kristadelfijanaca ima širom svijeta oko 60.000. Procjena stanovništva: Velika Britanija (18.000), Australija (9987), Malawi (7000), Mozambik (5300), Sjedinjene Američke Države (6.500), Kanada (3375), Novi Zeland (1.782), Kenija (1700), Indija (1300), Tanzanija (1.000), Filipini (1.000). Ukupno oko 55~60.000.

## Vjerovanja
- Biblija (Sveto Pismo) je nadahnuta Božja riječ
- Isus Krist je Sin Božji ali ne i Bog i nije postojao prije rođenja .
- Krist će se vratiti na zemlju i uspostaviti Kraljevstvo Božje na zemlji
- Smrt je nesvjesno stanje –poriču besmrtnost duše i vjeruju u uslovljenu besmrtnost.
- Pakao znači jednostavno grob.
- Krštenje je ispravno potpunim uranjanjem u vodu.
- Sveti Duh nije osoba već sila Božja.
- Sotona nije osoba već personifikacija i simbol ljudske slabosti. Vjerovanje o Sotoni je jedinstveno u odnosu na druge kršćanske grupe.[2][3]

Osnovne doktrinalne teme i vjerovanja opisana su detaljnije u knjizi Osnove Biblije objavljene na preko 40 jezika.

## Zajednica
Kristadelfijanci se sastaju redovno da blaguju kruh (euharistiju) u spomen na Isusovu smrt. Sastanci se održavaju po kućama ili malim salama za sastanke. Njihove službe su jednostavne i nalikuju sastancima kršćana prvog stoljeća. Oni nemaju centralno vodstvo i svaka crkva (eklezija) je autonomna, ali sve lokalne zajednice u Velikoj Britaniji podržavaju biblijske Misija za propovijedanje u Europi. 
Kristadelfijanci imaju dugu povijest odbijanja službe u vojsci.

## Vanjske poveznice
- Kristadelfijanska Biblijska Misija na Internetu  Arhivirana inačica izvorne stranice od 21. veljače 2010. (Wayback Machine)
- Fred Pearce Tko su Kristadelfijanci? Biblijska Misija, Velika Britanija[neaktivna poveznica]
- Za listu kristadelfijanske knjiga na engleskom jeziku, pogledaj:Christadelphian Books  Arhivirana inačica izvorne stranice od 26. kolovoza 2009. (Wayback Machine)